# Verrucularina piresii
Verrucularina piresii là một loài thực vật có hoa trong họ Malpighiaceae. Loài này được (W.R. Anderson) Rauschert miêu tả khoa học đầu tiên năm 1982.